# Dicyema monodi
Dicyema monodi är en djurart som tillhör fylumet rhombozoer, och som beskrevs av Nouvel 1934. Dicyema monodi ingår i släktet Dicyema och familjen Dicyemidae. Inga underarter finns listade i Catalogue of Life.